# Höchstadt an der Aisch
Höchstadt an der Aisch är en stad i Landkreis Erlangen-Höchstadt i Regierungsbezirk Mittelfranken i förbundslandet Bayern i Tyskland.